# 新年日 (泰勒·斯威夫特歌曲)
《新年日》（英語：New Year's Day）是美國創作歌手泰勒·斯威夫特的一首歌曲，收錄於她的第6張錄音室專輯《舉世盛名》中。歌曲由斯威夫特和杰克·安东诺夫在安东诺夫的公寓共同創作及共同製作，其靈感源於斯威夫特在倫敦住所舉辦的一場跨年夜派對後的經歷。歌曲於2017年11月9日首播，是一首僅有聲樂、鋼琴及吉他的歌曲，與《舉世盛名》其他首歌的電子流行相反，其釋出之後獲得了主流樂評的好評。同年11月13日，斯威夫特在電視節目《吉米·法伦今夜秀》首次現場表演了這首歌曲。11月27日，歌曲在美國鄉村電台發行，這是專輯第4支發行為單曲的歌曲。《新年日》是舉世盛名體育場巡迴演唱會的演出曲目之一。

## 背景與發行
《新年日》由斯威夫特和杰克·安东诺夫共同創作及共同制作。安东诺夫表示歌曲的創作“在我的公寓很快就完成了。我們第二天甚至傳了簡訊來確定這真的不是一場夢。”歌曲的創作靈感源於斯威夫特在倫敦住所舉辦的一場跨年夜派對後的經歷。對於歌曲的歌詞，斯威夫特表示，相對於“誰是妳跨年夜接吻的那個人”，知道“在新年那一天跟你一起處理派對後續，想要給妳布洛芬幫妳打掃乾淨房子的人是誰，不是更為浪漫嗎？”《新年日》是《舉世盛名》正式發行前提前釋出的最後幾首歌曲之一，於2017年11月9日在美國廣播公司電視劇《丑闻》的廣告期間的現場表演進行首播。11月15日，大機器唱片透過宣傳电邮將《新年日》派往鄉村電台，歌曲於11月27日正式加入電台的播放列表。

## 樂評
歌曲釋出後獲得了主流樂評的好評。《娱乐周刊》的利亚·格林布拉特认为，《新年日》是一首私人的，無限溫柔的情歌，以鋼琴伴奏，有著重複的副歌歌詞。《衛報》的亚历克西斯·彼得里迪斯寫道，《新年日》創造了任何流行專輯中鋼琴伴奏的抒情曲都是爛點的例外。《滾石》的罗布·设菲尔德描述稱，《新年日》是專輯最安靜的一刻，但卻是最強有力的一刻。《Vulture》寫道“《新年日》不是專輯最好的歌，但是是專輯最好的歌之一。因為它淡化了其它好歌中燃起的對背叛的憤怒感，因而顯得突出。”《偏锋杂志》的薩爾·辛克瑪尼表示，在《新年日》中，能找到斯威夫特靈活轉換的拍號和層級明顯的和聲，這些她都在專輯的其它部分大量迴避了。《每日电讯报》的尼尔·麦考密克稱讚《新年日》是一首“美麗的”歌曲，展現了“斯威夫特作為真正的音樂天才應有的舉世盛名。”《今日美國》的麦克·德莫特則認為，《新年日》給專輯留下了一個催人淚下的結尾，其歌詞“Hold on to the memories / They will hold onto you / And I will hold onto you.”（請留存這些記憶 / 它們也會一直陪伴著你 / 而我也會一直陪伴著你）是最斯威夫特的疊句歌詞。《影音俱樂部》的克莱顿·珀德姆認為，斯威夫特的浪漫之夢現在只局限於感謝一個留在身邊第二天幫助她打掃房子的那個人身上了。《前音後果》的吉奥夫·纳尔逊認為，《新年日》和麥莉·希拉新專輯（指《青春進行式》）一樣，都是“返璞歸真”的風格。

## 現場表演
除了《丑闻》廣告期間的現場表演，斯威夫特亦於2017年11月13日在電視節目《吉米·法伦今夜秀》現場表演了歌曲。該次節目是法伦母親去世以來法伦第一次回歸節目。在節目中，斯威夫特彈奏著鋼琴演唱這首歌曲，1名原音吉他手提供伴奏，4名伴唱提供歌曲的和聲。節目的編輯迈克·迪森索透露，斯威夫特原本並不打算在節目中表演。但節目組希望能讓這期的回歸節目能有些特別的東西，於是邀請斯威夫特來到節目表演。《新年日》的歌詞“Squeeze my hand three times in the back of the taxi.”（在計程車後座捏了我的手3次）亦讓吉米·法伦想起了童年時期和母親的回憶。迪森索表示，斯威夫特給吉米和節目帶來了一場“美麗的”表演。而安东诺夫亦稱讚斯威夫特的表演“漂亮”。2019年4月23日，斯威夫特在时代百大人物颁奖仪式上于林肯表演藝術中心现场表演了歌曲的钢琴演奏。
《新年日》亦為斯威夫特舉世盛名體育場巡迴演唱會的演出曲目之一。

## 榜單
| 榜單（2017年-2018年）                     | 最高 排位 |
| ----------------------------------------- | --------- |
| 比利时佛兰德（Ultratip榜外單曲榜）        | 33        |
| 加拿大（《告示牌》Canada Country）        | 50        |
| 美國（《告示牌》热门乡村歌曲榜）          | 33        |
| 美國（《告示牌》Country Airplay）         | 41        |
| 美國（《告示牌》Billboard Digital Songs） | 44        |

## 销售认证
| 地區                           | 认证 | 认证单位/销量 |
| ------------------------------ | ---- | ------------- |
| 澳大利亚（澳大利亚唱片业协会） | 金   | 35,000‡       |
| ‡僅含認證的+實際銷量           |      |               |

## 發行歷史
| 地區 | 日期           | 形式     | 廠牌   | 來源         |
| ---- | -------------- | -------- | ------ | ------------ |
| 美國 | 2017年11月27日 | 鄉村電台 | 大機器 | [ 2 ] [ 25 ] |

## 外部連結
- YouTube上的《吉米·法伦今夜秀》現場表演